# Max Kuckei
Max Hinrich Nikolaus Kuckei (* 7. Januar 1890 in Tondern; † 13. August 1948 in Elmshorn) war ein deutscher Volkskundler und Volksliedsammler.

## Leben
Max Kuckei war ein Sohn des Vollziehungsbeamten August Robert Kuckei, der aus der ehemaligen Provinz Posen stammte und dessen Ehefrau Katharina Dorothea, geborene Ibsen, die von einer Hallig kam. Er besuchte eine Volksschule und absolvierte eine Lehrerausbildung an der Tonderner Präparandenanstalt und dem dortigen Lehrerseminar. Anschließend unterrichtete er in Morsum, Dägeling, Suxdorf, Friedrichsthal in Holstein, Altona und Elmshorn.
Kuckei war verheiratet mit Berchta Lau, mit der er zwei Kinder hatte.

## Wirken als Volkskundler
Kuckei engagierte sich in der deutschen Jugendbewegung und rief mit Hans Ruhe den Schleswig-Holsteinischen Volksliederausschuss und das Volksliedarchiv ins Leben. Er leitete beide Organisationen mehrere Jahrzehnte neben der Lehrtätigkeit. Gemeinsam mit dem Deutschen Volksliedarchiv trug er Volkslieder aus Schleswig-Holstein zusammen und forschte hierzu. Die Schleswig-Holsteinische Landesbibliothek übernahm die Bestände 1969, die danach vom Institut für Musikwissenschaften der Universität Kiel betreut wurden.
Kuckei beschäftigte sich primär mit volkskundlichen Sammlungen. Außerdem publizierte er über Volkskunde und Pädagogik.

## Schriften (Auswahl)
- Hrsg.: Volks- und Kinderlieder aus Schleswig Holstein. Bergas, Schleswig 1913.
- Hrsg.: Lebensstaetten der Jugend. Altermann, Kettwig an der Ruhr 1923 (Die Lichtkampf-Bücher. Reihe 2, Der erneuernden Arbeit des Werk-Tags dienend; 5).
- Das Ende der Schule. Altermann, Kettwig-Ruhr 1924 (Die Lichtkampf-Bücher; 7).
- Das Volkslied in Schleswig-Holstein: gesammelte Aufsätze. Ehlers, Neustadt (Holst.) 1926.
- Hrsg. mit Wilm Hellwig: Wagrien: Sagen, Märchen und Geschichten. Ehlers, Neustadt (Holst.) 1926.
- Hrsg.: Wagrische Dichtung. Westphal, Lübeck 1927.
- Stand und Beruf im plattdeutschen Volkslied. In: Ostmecklenburgische Heimat. Bd. 2 (1929), Nr. 22, S. 173f.
- Rummelpott- und Sterndreherlieder aus Schleswig-Holstein. In: Niederdeutsche Zeitschrift für Volkskunde und Blätter für niedersächsische Heimatpflege. Bd. 7 (1929), S. 40–44.
- Altona im Volkslied. In: Amtsblatt der Stadt Altona (1929), Nr. 42.
- Plattdeutsche Sprichwörter und Redensarten. In: Ostmecklenburgische Heimat. Bd. 3 (1930), Nr. 16, S. 126–128.
- Hrsg.: Niederdeutsche Chorlieder: ein Verzeichnis für den praktischen Gebrauch. Schleswig-Holsteiner Bund, Kiel 1931 (Schleswig-holsteinische Heimatschriften; 28).
- Brauchtumspoesie aus Niederdeutschland. Lühr & Dircks, Garding 1935.
- Volkslieder aus Dithmarschen. Westholsteinische Verlags-Anstalt Dr. Boyens, Heide 1936 (Veröffentlichung des Dithmarscher Landesmuseums; 2), (Jahrbuch des Vereins für Dithmarscher Landeskunde; 15.1936), (Dithmarschen; 11.1936,Nov/Dez).
- Auguste von Stolberg. Goethes „Theure Ungenannte“. In: Die Heimat. Monatsschrift für schleswig-holsteinische Heimatforschung und Volkstumspflege. Bd. 47 (1937), Heft 10, Oktober 1937, S. 297–300 (Digitalisat).
- Bearb.: De Orgeldreier: plattdüütsche Dreiorgelleder ut de Nordmark. Lühr & Dircks, Garding 1938 (Plattdütsche Volksböker; 37).
- Bibliographie des Volksliedes in Schleswig-Holstein. 4 Bde., Eutin 1940–1945.
- Moritat und Bänkelsang in Niederdeutschland. Richard-Hermes-Verlag, Hamburg 1941 (Nedderdütsch Volk singt; 2).
- Hrsg.: Wilhelm Grimm's Altdänische Heldenlieder. Alster-Verlag, Wedel / Holstein 1942.
- Edoardo, der schrecklichste der Räuber: wahrheitsgethreue Berichte von schauderbaren Schandthaten über viele Bösewichte aber auch von Frauenmuth und threuem Lieben und kühn geführten Beileshieben. Alster-Verlag, Brauns, Wedel / Holstein 1943.
- Nordische Volkslieder. Alster-Verlag, Wedel 1944 (Das europäische Volkslied; 1).